# Neden
Neden è il quarto album della cantante turca-albanese Candan Erçetin, pubblicato nel 2002.

## Brani
|    | Title                    | English title        | Writer(s)                     | Composer(s)                     | Length |
| -- | ------------------------ | -------------------- | ----------------------------- | ------------------------------- | ------ |
| 1  | "Hayırsız"               | Scapegrace           | Candan Erçetin                | Macedon anonymous               | 4:31   |
| 2  | "Neden"                  | Why?                 | Candan Erçetin                | anonymous                       | 4:02   |
| 3  | "Gamsız Hayat"           | Carefree life        | Aylin Atalay & Candan Erçetin | Candan Erçetin                  | 3:50   |
| 4  | "Parçalandım"            | I break into pieces  | Candan Erçetin                | Alper Erinç & Candan Erçetin    | 3:57   |
| 5  | "Anlatma Sakın"          | Don't tell           | Sinan                         | Candan Erçetin                  | 3:36   |
| 6  | "Bensiz"                 | Without me           | Sinan                         | Neslihan Engin & Candan Erçetin | 3:17   |
| 7  | "Yapayalnız"             | Very lonely          | Aylin Atalay                  | Candan Erçetin                  | 4:13   |
| 8  | "Mühim Değil"            | It's OK.             | Sinan                         | Neslihan Engin & Candan Erçetin | 4:13   |
| 9  | "Ben Böyleyim"           | This is the way I am | Ümit Aksu                     | Armando Manzanero               | 3:44   |
| 10 | "Korkarım"               | I'm afraid           | Aylin Atalay                  | Candan Erçetin & Neslihan Engin | 3:17   |
| 11 | "Dünya Hali"             | Nature of world      | Candan Erçetin                | Candan Erçetin                  | 3:37   |
| 12 | "Yüksek Yüksek Tepelere" | To high hills        | anonymous                     | anonymous                       | 4:08   |